# Flatus vaginalis
Flatus vaginalis (von latein flatus, Blähung, und lateinisch vagina, Scheide), auch Garrulitas vulvae, ist der Ausstoß von eingeschlossener Luft aus der Vagina. Voraussetzung ist, dass zunächst Luft in die Vagina gelangt. Diese wird durch die natürliche Kontraktion der vaginalen Muskulatur ausgetrieben. Flatus vaginalis ist ein natürliches Phänomen. Obwohl die ausgestoßene Luft normalerweise geruchs- und harmlos ist, kann das Geräusch von Flatus vaginalis für betroffene Frauen unangenehm sein, und das wiederholte Vorkommen kann Leidensdruck auslösen.

## Vorkommen
Flatus vaginalis kommt im Allgemeinen während oder unmittelbar nach dem Geschlechtsverkehr vor.
Auch nach der Geburt und der damit einhergehenden Veränderung von Vulva und Vagina der Mutter kann er während der Schwangerschaftsrückbildung auftreten.
In seltenen Fällen deutet Flatus vaginalis als Symptom auf Erkrankungen wie eine rectovaginale oder colovaginale Fistel oder einen Scheidenvorfall hin. Er kann auch nach vaginalen Operationen auftreten.